# Ruprechtshofen
Ruprechtshofen là một thị xã thuộc huyện Melk trong bang Niederösterreich.